# Koi no Nukegara
Singles de V-u-den
Kacchoii ze! Japan
(2005)
 Koi no Nukegara  (恋のヌケガラ) est le premier single du groupe de J-pop V-u-den.

## Présentation
Le single sort le 23 septembre 2004 au Japon sous le label Piccolo Town, produit par Tsunku (qui n'écrit que le titre en "face B"). Il atteint la 6e place du classement de l'Oricon. Il se vend à 25 690 exemplaires la première semaine et reste classé pendant quatre semaines, pour un total de 33 250 exemplaires vendus durant cette période. Il sort également au format "Single V" (DVD contenant le clip vidéo) deux semaines plus tard, le 6 octobre 2004. Les premiers exemplaires ("First Press") du "Single V" contiennent la carte à collectionner Hello! Project photo card #0043.
La chanson-titre figurera d'abord sur la compilation annuelle du Hello! Project Petit Best 5 qui sort en fin d'année, puis sur le premier album du groupe, Suite Room Number 1 qui sortira un an plus tard, et également sur sa compilation V-u-den Single Best 9 Vol.1 Omaketsuki de 2007. Le clip vidéo figurera sur les DVD Petit Best 5 DVD de 2004, V-u-den Single V Clips 1 de 2006, et V-u-den Single V Clips 2 ~Arigatō v-u-den Debut Kara no Daizenshū~ de 2008.

## Liste des titres
| 1. | Koi no Nukegara (恋のヌケガラ)                                   | Reiko Yukawa / Hatake / Hideyuki Suzuki            | 3:58 |
| 2. | Ichō ~Aki no Sora to Watashi no Kokoro~ (銀杏〜秋の空と私の心〜) | Tsunku / Tsunku / Shunsuke Suzuki                  | 4:32 |
| 3. | Koi no Nukegara (Instrumental) (恋のヌケガラ...)                 | (instrumental) / Hatake / Hideyuki "Daichi" Suzuki | 3:55 |

| 1. | Koi no Nukegara (恋のヌケガラ)                    |  |
| 2. | Koi no Nukegara (close-up ver.) (恋のヌケガラ...) |  |
| 3. | Making Eizo (メイキング映像)                      |  |